# Paso Amchitka
El paso [de] Amchitka (del inglés: Amchitka Pass) es un estrecho marino localizado en Alaska, Estados Unidos, más precisamente en las islas Aleutianas, entre las islas Rat al oeste y las islas Delarof al este. Comunica el mar de Bering, al norte, con el océano Pacífico, al sur. Lleva el nombre de la isla de Amchitka, la mayor (308,6 km²) y más oriental del grupo de las islas Rat. Todas estas islas son administradas como parte de la Unidad de las Islas Aleutianas del «Refugio de Vida Salvaje Nacional Alaska Marítima».
El estrecho tiene una longitud mínima de 80 kilómetros y profundidades de 49 a más de 1.000 brazas.
La navegación es peligrosa con tiempo severo invernal, en particular para navíos pequeños y medios; las corrientes son erráticas en dirección y las velocidades pueden ser elevadas.